# جون ديبالما
جون ديبالما (بالإنجليزية: John DePalma)‏ هو مهندس أمريكي، ولد في 16 فبراير 1885، وتوفي في 18 يناير 1951.